# Tiv Ta'am

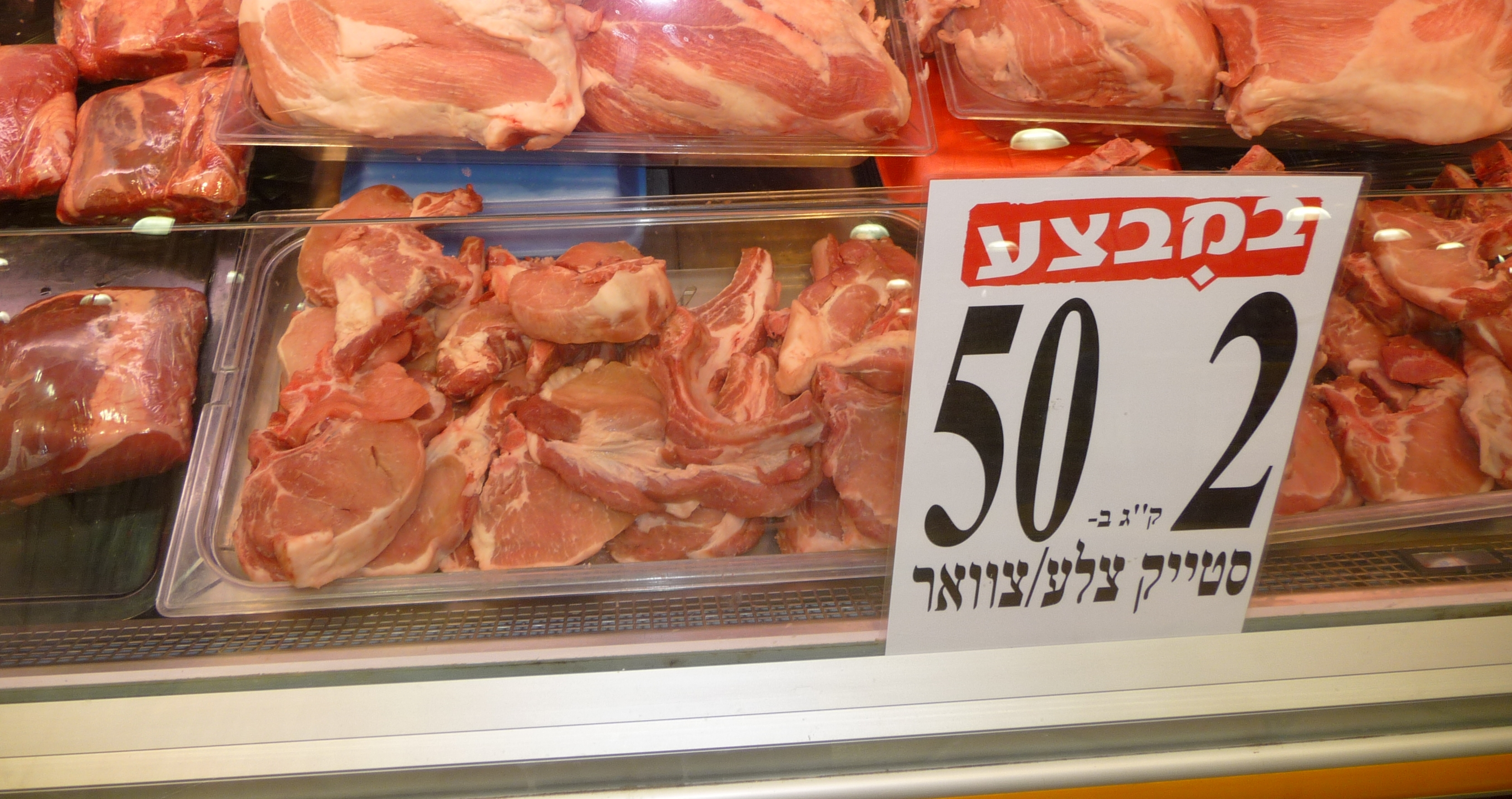
Varkensvlees in de aanbieding bij een Tiv Ta'am-vestiging in Beër Sjeva

Tiv Ta'am (Hebreeuws: טִיב טַעַם , letterlijk beste smaak) is een Israëlische supermarktketen die bekendstaat om de verkoop van varkensvlees en andere producten die door de joodse spijswetten als niet-koosjer worden beschouwd. Tiv Ta'am heeft 32 filialen en is Israëls grootste producent en aanbieder van niet-koosjer vlees. De meeste filialen van deze supermarktketen zijn geopend op de sjabbat en op joodse feestdagen (behalve Jom Kipoer). Het hoofdkantoor is gevestigd in de Regionale raad van Hefervallei.
Een groot deel van de clientèle van Tiv Ta'am bestaat uit Russischsprekende immigranten uit de voormalige Sovjet-Unie, alsook uit jonge seculiere Israëliërs in Tel Aviv en omgeving. Tiv Ta'am wordt bekritiseerd door de ultraorthodoxe minderheid vanwege de verkoop van niet-koosjere producten zoals varkensvlees. Veel ultraorthodoxe Israëliërs boycotten de supermarktketen daarom.

## Geschiedenis
Tiv Ta'am werd in 1990 opgericht door Kobi Tribitch en Tzachi Lipni. Heden ten dage opereert de supermarktketen landelijk. Tiv Ta'am is ook actief in voedselbewerking en –productie, waaronder hotdogs, kip, vis, zeevruchten, gedroogd fruit, kaas en wijn.
In juni 2007 werd bekend dat de Israëlische zakenman Arcadi Gaydamak voornemens was de supermarktketen te kopen en te transformeren tot een koosjere supermarktketen. Het varkensvlees in het assortiment zou vervangen worden door kip. Enkele dagen later mislukte de deal vanwege een contract tussen Tiv Ta'am en de vleesfabriek Mizra over de levering van varkensvlees. Een andere reden was dat een aanzienlijk deel van de clientèle Tiv Ta'am juist bezoekt vanwege het niet-koosjere assortiment.
In 2014 werd Tiv Ta'am door inspecteurs beboet vanwege de openstelling op de sjabbat. De Israëlische wet eist dat supermarkten op de sjabbat gesloten blijven, maar Tiv Ta'am stelt dat deze openstelling zorgt voor een belangrijk deel van de bedrijfsinkomsten.